# Lemniscia
Lemniscia é um género de gastrópode  da família Hygromiidae.
Este género contém as seguintes espécies:
- Lemniscia calva
- Lemniscia galeata
- Lemniscia michaudi